# Campeonato Mundial de Atletismo em Pista Coberta de 2024 - Salto em distância masculino
A prova do salto em distância masculino do Campeonato Mundial de Atletismo em Pista Coberta de 2024 ocorreu no dia 2 de março na Arena Commonwealth, em Glasgow, no Reino Unido.

## Recordes
Antes desta competição, os recordes mundiais e do campeonato nesta prova eram os seguintes:
|                       | Nome         | Nacionalidade  | Distância | Local       | Data                  |
| --------------------- | ------------ | -------------- | --------- | ----------- | --------------------- |
| Recorde mundial       | Carl Lewis   | Estados Unidos | 8m 79cm   | Nova Iorque | 27 de janeiro de 1984 |
| Recorde do campeonato | Iván Pedroso | Cuba           | 8m 62cm   | Maebashi    | 7 de março de 1999    |

## Medalhistas
| Ouro                      | Prata                | Bronze             |
| Miltiadis Tentoglou (GRE) | Mattia Furlani (ITA) | Carey McLeod (JAM) |

## Cronograma
Todos os horários são locais (UTC+0).
| Data       | Hora  | Evento |
| ---------- | ----- | ------ |
| 2 de março | 10:01 | Final  |

## Resultado final
A final ocorreu dia 2 de Março às 10:01.
| Posição           | Atleta               | Nacionalidade      | #1   | #2   | #3   | #4   | #5   | #6   | Resultados | Notas                |
| ----------------- | -------------------- | ------------------ | ---- | ---- | ---- | ---- | ---- | ---- | ---------- | -------------------- |
| Medalha de ouro   | Miltiadis Tentoglou  | Grécia             | 8.22 | 7.94 | x    | 8.15 | 8.11 | 8.19 | 8.22       |                      |
| Medalha de prata  | Mattia Furlani       | Itália             | 8.22 | 7.91 | 7.86 | 8.10 | 8.04 | x    | 8.22       |                      |
| Medalha de bronze | Carey McLeod         | Jamaica            | x    | 7.94 | 7.86 | 7.81 | 8.21 | 8.03 | 8.21       | Recorde da temporada |
| 4                 | Simon Batz           | Alemanha           | 7.97 | 7.81 | 7.87 | x    | x    | 8.06 | 8.06       |                      |
| 5                 | Jarrion Lawson       | Estados Unidos     | 7.80 | x    | 8.06 | 7.92 | 7.89 | x    | 8.06       | Recorde da temporada |
| 6                 | Tajay Gayle          | Jamaica            | 7.50 | 7.62 | 7.89 | x    | x    | 7.70 | 7.89       |                      |
| 7                 | William Williams     | Estados Unidos     | x    | 7.67 | 7.76 | x    | 7.79 | 7.83 | 7.83       |                      |
| 8                 | Thobias Montler      | Suécia             | 7.79 | 7.80 | 7.61 | x    | x    | 7.65 | 7.80       |                      |
| 9                 | Wang Jianan          | China              | 7.73 | 7.74 | 6.62 |      |      |      | 7.74       | Recorde da temporada |
| 10                | Emiliano Lasa        | Uruguai            | 7.71 | 7.74 | 7.66 |      |      |      | 7.74       |                      |
| 11                | Bozhidar Sarâboyukov | Bulgária           | x    | 7.73 | 7.71 |      |      |      | 7.73       |                      |
| 12                | Andreas Trajkovski   | Macedônia do Norte | 7.55 | 7.73 | 7.51 |      |      |      | 7.73       |                      |
| 13                | Jeswin Aldrin        | Índia              | 7.69 | x    | x    |      |      |      | 7.69       |                      |
| 14                | Radek Juška          | Chéquia            | x    | x    | 7.68 |      |      |      | 7.68       |                      |
| 15                | LaQuan Nairn         | Bahamas            | 7.16 | 7.59 | 7.56 |      |      |      | 7.59       |                      |
|                   | Arnovis Dalmero      | Colômbia           | x    | x    | x    |      |      |      | NM         |                      |

Legenda
| Recorde mundial       | Recorde mundial (World record)               |                       | Recorde africano                      | Recorde africano (African) |                                           | Q | Classificado por posição (Qualified) |
| Recorde do campeonato | Recorde do campeonato (Championship record)  | Recorde da América    | Recorde da América (Americas)         | q                          | Classificado por melhor tempo (Qualified) |   |                                      |
| Melhor marca do ano   | Melhor marca do ano (World leading)          | Recorde asiático      | Recorde asiático (Asian)              | DNS                        | Não largou (Did not start)                |   |                                      |
| Recorde nacional      | Recorde nacional (National record)           | Recorde europeu       | Recorde europeu (European)            | DNF                        | Não terminou (Did not finish)             |   |                                      |
| Recorde pessoal       | Recorde pessoal do atleta (Personal best)    | Recorde da Oceania    | Recorde da Oceania (Oceania)          | DSQ / DQ                   | Desclassificado (Disqualified)            |   |                                      |
| Recorde da temporada  | Recorde da temporada do atleta (Season best) | Recorde sul-americano | Recorde sul-americano (South America) | NM                         | Sem marca (No mark)                       |   |                                      |